# 奧博克
奧博克（法語：Obock、阿拉伯语：、阿法爾語：Hayyú）是非洲東部國家吉布提的城市，也是奧博克地区的首府，位於該國東北部的塔朱拉灣北岸，處於海平面高度，2003年人口約8,300。1862年至1872年间为法属索马里的首府，也是法国船舶的加煤站。